# Dionísio Mendes de Sousa
Dionísio Mendes de Sousa (Vila de São Sebastião, Azores, 9 de octubre de 1940) es un político portugués, escritor, educador, y expresidente de la Asamblea Legislativa de las Azores.

## Biografía
Sousa nació en Vila de São Sebastião, Angra do Heroísmo, en la isla de Terceira en las Azores . Después de su educación primaria, Mendes estudió en el Seminario Episcopal de Angra do Heroísmo desde octubre de 1952 hasta junio de 1964. En su trabajo de curso obtuvo altas calificaciones, alrededor de 16 sobre una escala de 20, en más de la mitad de sus disciplinas.

### Carrera académica
Entre 1965 y 1968 fue reclutado para el servicio militar obligatorio y destinado a varias instalaciones militares, incluido el principal cuartel del ejército en Lisboa . Durante su servicio militar frecuentó clases en la Facultad de Letras de la Universidad de Lisboa, obteniendo el título de licenciado en Filosofía. En el período 1969-70, enseñaba historia en el Liceu Padre António Vieira y portugués en el Externato Séneca de Lisboa. En 1971 tomó cursos de ciencias pedagógicas en la Universidad de Lisboa. Entre 1971 y 1974 participó en clases nocturnas como estudiante activo en el Instituto Superior de Economía (ISEF) mientras se desempeñaba como director de servicios de personal en Transul - Empresa de Transportes en el estuario sur del Tajo.
Durante el curso 1976-1977 impartió clases de psicología y filosofía en el Liceo de Almada, mientras que durante el curso 1977-1978 fue profesor interno en el Liceu Antero de Quental de Ponta Delgada . Para el curso escolar 1978-1979 regresa a Terceira, trabajando en el Liceu de Angra do Heroísmo, donde se convierte en presidente del consejo ejecutivo en el curso 1979-1980. 

### Político

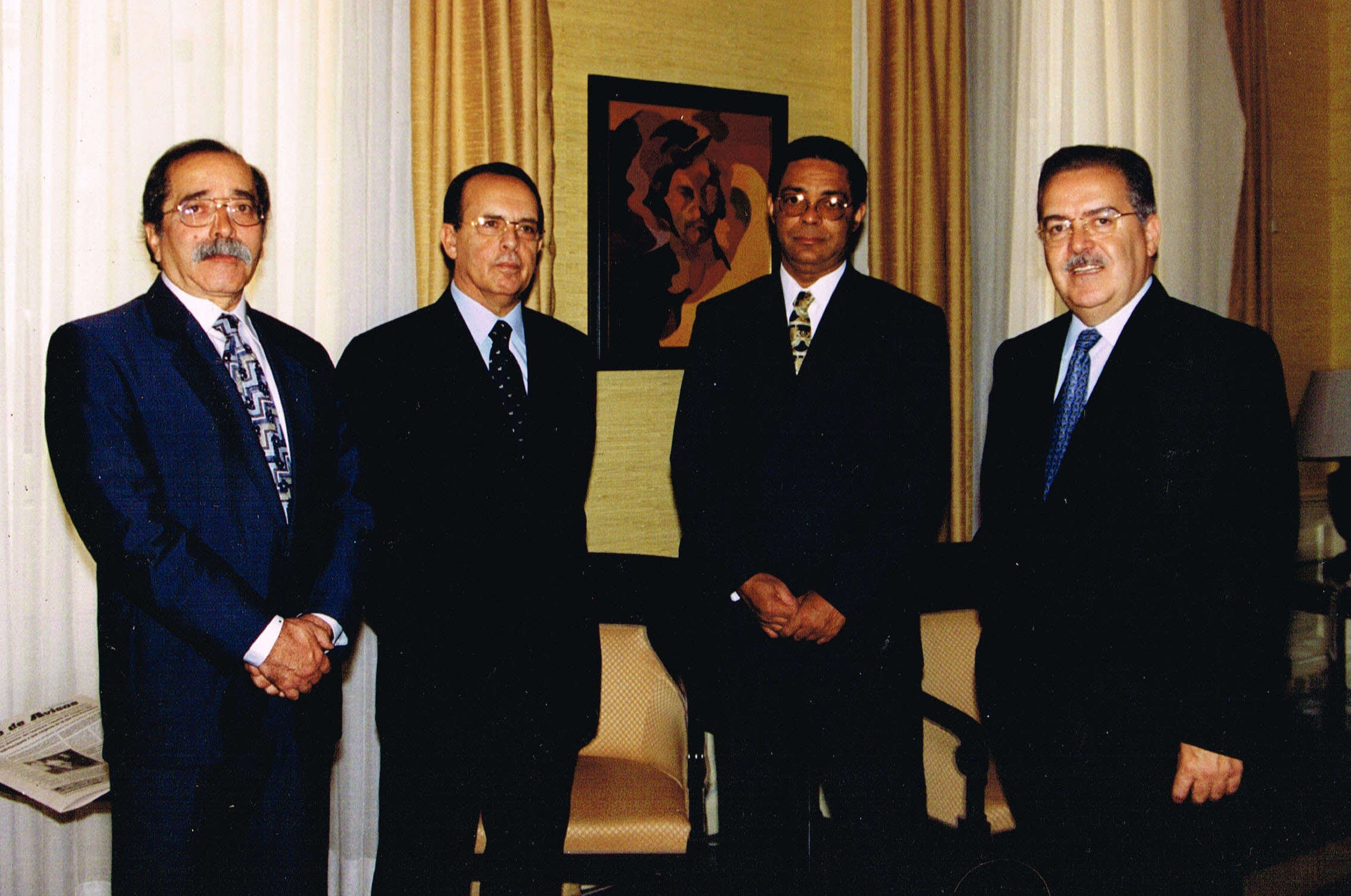
Dionisio Sousa con los presidentes de las Asambleas de Madeira, Cabo Verde y Canarias, durante los talleres del Parlamento Atlántico en mayo de 1998

Durante las elecciones regionales del 5 de octubre de 1980 Sousa fue elegido miembro de la Asamblea Legislativa regional de las Azores como independiente. En 1982 se convirtió en miembro del Partido Socialista en Azores.
Entre 1980 y 2004, se desempeñó como diputado regional durante seis legislaturas. Fue presidente del grupo parlamentario del PS entre 1981 y 1992. En varias legislaturas fue presidente de la Comisión Permanente de la Asamblea Regional de Asuntos Económicos y Sociales. Entre 1982 y 2004, ejerció diversos cargos de partido dentro del PS a nivel local, regional y nacional, entre ellos secretaría regional del PS, miembro de las Comisiones Regionales y Nacionales del PS, miembro de la asamblea municipal de Angra do Heroísmo, presidente (durante ocho años) del grupo parlamentario del PS, candidato al consejo municipal de Angra (1989) y presidente del PS Azores.
De 1996 a 1998 fue elegido presidente de la Asamblea Legislativa Regional de las Azores. El 3 de septiembre de 2001, el expresidente de la República Jorge Sampaio le concedió la Gran Cruz de la Orden del Príncipe Enrique .
De 2002 a 2004 fue presidente del Rádio Clube de Angra (Radio Club de Angra) y, en 2004, obtuvo su pensión por su trabajo como profesor de secundaria. El 11 de mayo de 2006, durante una reunión de la asamblea regional, la asamblea votó por unanimidad para otorgar a Dionísio Mendes la Insignia Autonómica del Valor por sus contribuciones a las Azores.

### Escritor
Desde 1980, Mendes ha estado involucrado en periódicos de las Azores y otros medios, incluidos A União, Diário Insular, Açores Expresso, Correio dos Açores y el Projecto Autonómico de Aristides da Mota (31 de marzo de 1892)  En 2013, proporcionó el prefacio y editó la obra Testamento Poético ("Testamento poético") de Coelho de Sousa.
Por su parte, Dionísio Mendes fue responsable de Achegas sobre a Autonomia  y Livro de Bagatelas  que siguió el 14 de enero de 2014 la publicación trimestral Boa Nova, la primera revista editada en Vila de São Sebastião.

### Vida personal
Dionísio se casó con Maria Doralice Barcelos Falcão Sousa en 1974. La pareja tiene dos hijos: Ana Rita Falcão de Sousa Carapinha (casada con Nuno Miguel Morais Carapinha), nacida el 27 de diciembre de 1979, y José Duarte Falcão de Sousa, nacido el 3 de septiembre de 1982.
Dioníso es autor de varios blogs, entre ellos O Ventilhador  y Álamo Esguio .